# شهرستان لوگان (اوهایو)
شهرستان لوگان، اوهایو (به انگلیسی: Logan County, Ohio) یک سکونتگاه مسکونی در ایالات متحده آمریکا است که در اوهایو واقع شده‌است.